# Cantón de Vassy
El cantón de Vassy era una división administrativa francesa, que estaba situada en el departamento de Calvados y la región de Baja Normandía.

## Composición
El cantón estaba formado por catorce comunas:
- Bernières-le-Patry
- Burcy
- Chênedollé
- Estry
- La Rocque
- Le Désert
- Le Theil-Bocage
- Montchamp
- Pierres
- Presles
- Rully
- Saint-Charles-de-Percy
- Vassy
- Viessoix

## Supresión del cantón de Vassy
En aplicación del Decreto n.º 2014-160 de 17 de febrero de 2014, el cantón de Vassy fue suprimido el 22 de marzo de 2015 y sus 14 comunas pasaron a formar parte del nuevo cantón de Condé-sur-Noireau.